# Buchten-Königskerze
Die Buchten-Königskerze (Verbascum sinuatum) ist eine Pflanzenart aus der Gattung Königskerzen (Verbascum) in der Familie der Braunwurzgewächse (Scrophulariaceae).

## Beschreibung

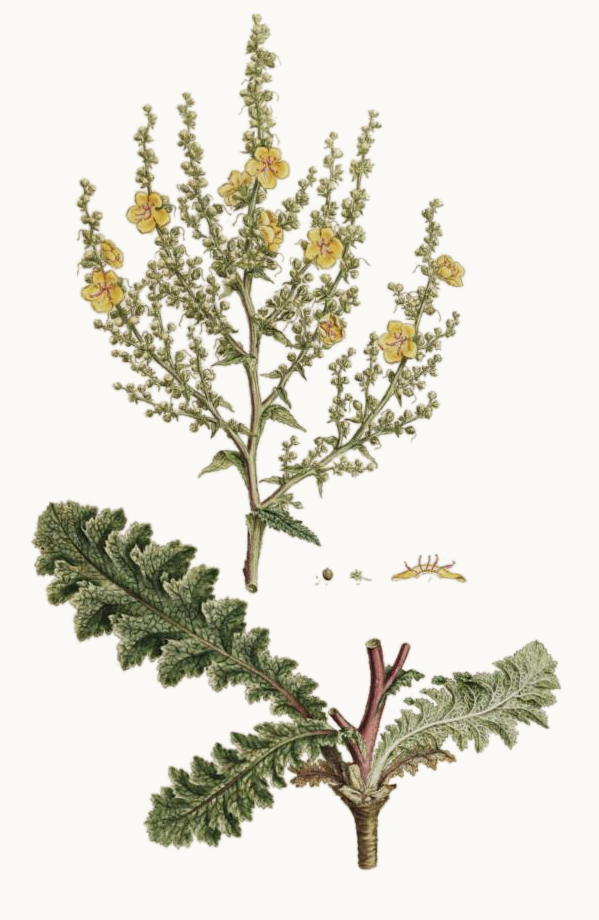
Illustration der Buchten-Königskerze

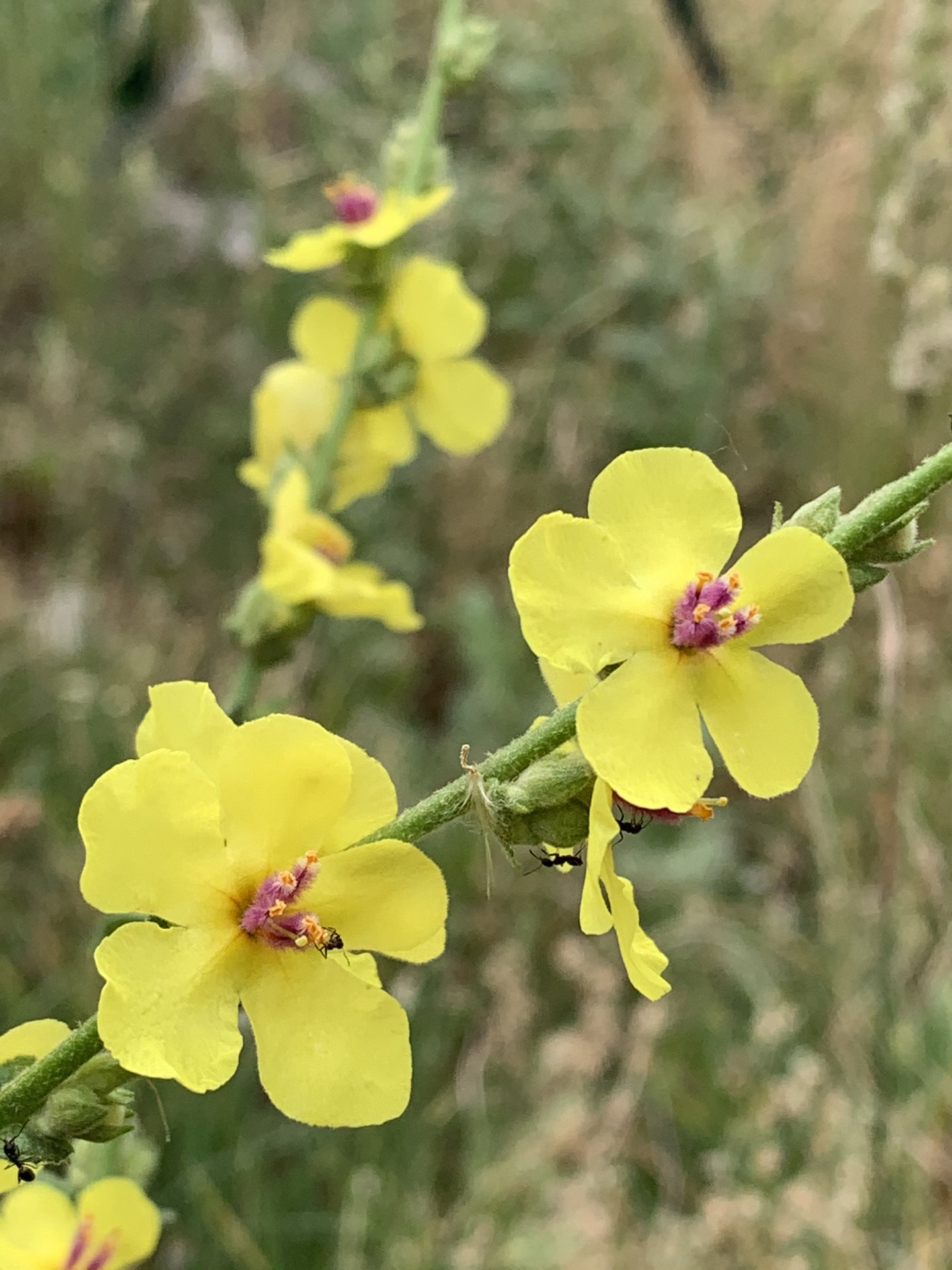
Blüten der Buchten-Königskerze

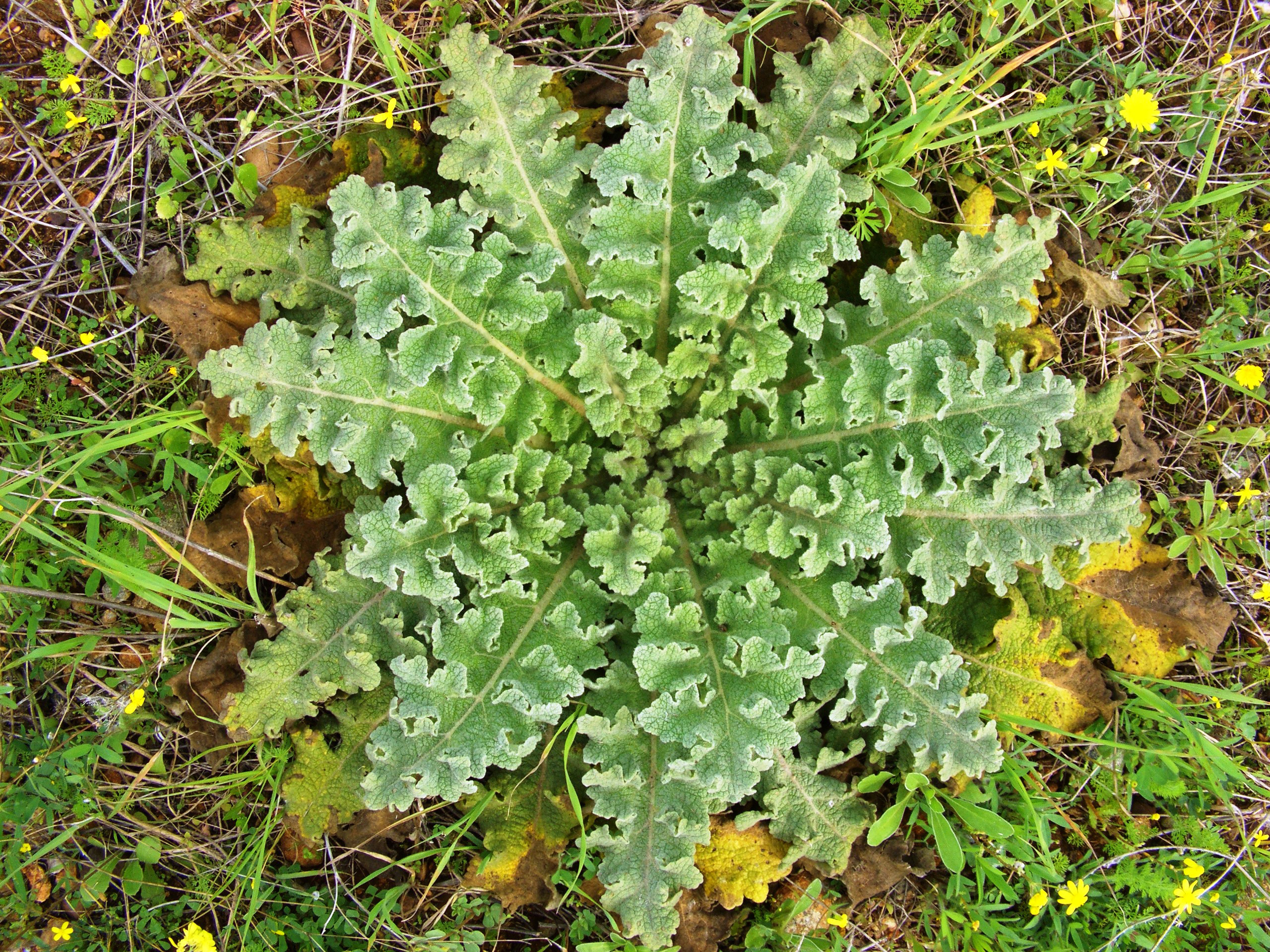
Grundrosette

### Vegetative Merkmale
Die Buchten-Königskerze ist eine zweijährige, 50–100 cm hohe, krautige Pflanze, die kurz und dicht, grau bis gelbfilzig, manchmal auch flockig behaart ist. Die spateligen Blätter der Grundrosette sind 15–35 cm lang, am Rand bogig und buchtig gewellt sowie grob gezähnt. Die sitzenden, wechselständigen Stängelblätter besitzen eine herzförmigen Grund.

### Generative Merkmale
Der Blütenstand ist ästig verzweigt. Die Blüten stehen zu 2–5 in den Achseln der Tragblätter. Die bis 3 cm breite Krone ist radförmig ausgebreitet mit 5 fast gleichgroßen, nur kurz verwachsenen, rundlichen Zipfeln. Die leuchtend gelben Kronblätter besitzen am Grund rötliche Flecken. Es sind fünf Staubblätter mit violett-wollig behaarten Staubfäden und quer stehenden Staubbeuteln vorhanden. Der bis 4 mm lange Kelch ist fünfzipfelig.
Die Frucht ist eine rundliche Kapsel.
Die Art hat die Chromosomenzahl 2n = 30.

## Vorkommen
Die Buchten-Königskerze kommt ursprünglich in Afghanistan, Albanien, Algerien, den Balearen, Bulgarien, Korsika, Zypern, den östlichen ägäischen Inseln, Ägypten, Frankreich, Griechenland, dem Iran, dem Irak, Italien, Kreta, der Krim, dem Libanon, Syrien, Libyen, Marokko, Palestina, Portugal, Sardinien, Sizilien, dem Sinai, Spanien, Transkaukasien, Tunesien, der Türkei, Turkmenistan, der Ukraine und dem ehemaligen Jugoslawien vor.
Auf den Kanarischen Inseln, auf Madeira und den US-Staaten Maryland, New Jersey, New York und Pennsylvania ist sie ein Neophyt.

## Ähnliche Arten
Die Buchten-Königskerze ähnelt hinsichtlich der Form der Blätter der Grundrosette der in Albanien, Griechenland und dem früheren Jugoslawien vorkommenden Gewelltblättrigen Königskerze (Verbascum undulatum Lam.).